# Штраус, Иоганн (отец)
Иоганн Баптист Штраус (нем. Johann Baptist Strauss, более известен как Иоганн Штраус-отец, нем. Johann Strauss Vater, 14 марта 1804, Вена — 25 сентября 1849, там же) — австрийский композитор, скрипач и дирижёр. Родоначальник музыкальной династии Штраусов. Трое его сыновей — Иоганн, Йозеф и Эдуард — тоже стали известными композиторами. Наследие композитора насчитывает 251 творение (из них 152 вальса). Это наследие было бережно сохранено его сыном Иоганном Штраусом-младшим и издано в 1889 году в Лейпциге.

## Жизнь и творчество
Иоганн Баптист Штраус родился 14 марта 1804 года, в городке Леопольдштадт — народном предместье Вены, в семье владельца гостиницы Франца Боргиаза Штрауса и Барбары Дольман. Его дед, Иоганн Михаэль Штраус (1720—1800) из Офена, еврейского происхождения, принял католическую веру и переселился в Вену не позднее 1762 года; матримониальная запись о его бракосочетании в соборе Святого Стефана была сфальсифицирована в период Третьего рейха.
У мальчика было трудное детство: когда ему исполнилось семь лет, от лихорадки угасла его мать, а ещё через пять лет разорившийся отец утонул в Дунае (по одной из версий это было самоубийство из-за долгов).
Опекун отдал его учиться переплетному делу, хотя он просил отдать его учиться музыке. Он стал самостоятельно брать уроки игры на скрипке. При первой возможности бросил мастерскую и стал играть по трактирам.
По воспоминаниям друга семьи и его первого учителя, А. Полишанского, будучи ещё совсем маленьким, мальчик вылезал из-под стола гостиничного трактира и, взяв в руки скрипку, безошибочно повторял мелодию, только что сыгранную трактирными музыкантами. Иоганну Штраусу-отцу принадлежит рождение образа дирижирующего солиста-скрипача. Штраус играл виртуозно, в бешеном темпе и с огромным темпераментом. Современники отмечали, что во время дирижирования его движения были уж больно соблазнительны. Современники сравнивали его с Паганини.
В 23 года он набрал свой первый оркестр. С 1819 года молодой музыкант играет в Венском танцевальном квартете Михаэля Памера, а в 1824 году становится помощником дирижёра оркестра Йозефа Ланнера. Оркестр в ту пору играл в кабачке «У красного петуха» в венском пригороде Тури. У владельца заведения, Йозефа Штрайма, была дочь Анна — большая любительница музыки и танцев. Иоганн женится на ней, и 25 октября 1825 года на свет появляется первый продолжатель династии — Иоганн Штраус (младший). Всего Анна родила ему пятерых детей.
Четыре года Иоганн и Ланнер дружно работали вместе, но потом после публичного скандала расстались и Иоганн пошёл своим путём.
Первый вальс, написанный Иоганном Штраусом-отцом, прозвучал как сочинение Йозефа Ланнера (что впоследствии, по легенде, послужило причиной разрыва их отношений). Успех вальса придал композитору веру в свои силы — он собирает свой оркестр, пишет вальсы, польки, галопы… И всё же Штрауса поначалу всё время сравнивали с Ланнером, который от этого только проигрывал. Поющая и танцующая Вена раскололась на два лагеря: штраусианцев и ланнерианцев.
Император Франц I все же предпочитал Ланнера и назначил его «управляющим придворными балами». Однако именно Иоганн Штраус получал больше всего приглашений на местные праздники и на выступления в других странах.
В 1832 году в Вену приехал молодой Рихард Вагнер. После того, как он услышал Штрауса, в его дневнике появилась запись: «Незабываемой останется для меня каждая пьеса, которой он дирижирует со скрипкой в руках. Она повергала удивительного Иоганна Штрауса в совершенно дикий, граничащий с бешенством восторг. Этот демон венского музыкального народного духа содрогался в начале любого вальса, словно Пифия на треножнике. Публика, которая на самом деле была более опьянена его музыкой, чем поглощёнными напитками, поднимала настоящий вой, который возносил воодушевление дирижёра со скрипкой на непостижимую для меня высоту».
К 28 годам Штраус стал настолько знаменит, что даже в период эпидемии холеры в 1832 году в Вене, во время его выступлений зал был переполнен.
В 1833 году началось триумфальное шествие музыки Штрауса по Европе. Композитор был первым, кто представил миру танцевальную музыку — до Штрауса как искусство её не воспринимали. Лондонские музыкальные критики называли его «Моцартом вальсов», «Бетховеном котильонов», «Паганини галопов», «Россини попурри». В 1833—1838 он гастролировал в Будапеште, Берлине, Лейпциге и Дрездене, ездил в Голландию, Бельгию, Париж. В сезон, приуроченный к коронации королевы Виктории провел 72 концерта в Лондоне. Среди композиций Штрауса особенным успехом пользовались вальсы «Звуки Рейна у Лорелеи» (Loreley-Rhein-Klänge, op. 154), «Висячий мост» (Kettenbrücke-Walzer, Op.4) и другие вальсы, вслед за которыми вскоре появилось самое знаменитое сочинение Штрауса — «Марш Радецкого» (Radezky-Marsch).
Он работал до изнеможения, много гастролировал по Европе. Поэтому практически не занимался и не уделял время детям. Единственное за чем он строго следил и этого же требовал от Анны — это чтобы его дети не сочиняли музыку и не играли на скрипке. На фортепиано играть было можно.
Ланнер, главный соперник Штрауса, безвременно скончался в 1843 году в возрасте 42 лет, и император Фердинанд I назначил Штрауса на освободившуюся придворную должность.
Незадолго до этого у него появилась любовница Эмилия Трампуш. Она работала модисткой, после смерти Штрауса переквалифицировавшись в актрису. Эмилия родила ему восьмерых детей (только трое из которых дожило до взрослого возраста).

### Отношения с детьми от Анны
Однажды Иоганн застал сына-Иоганна младшего за игрой на скрипке. Он пришёл в страшную ярость, отобрал скрипку и запер её в комод. Анна купила сыну новую скрипку. Иоганн-младший не только продолжил тайком совершенствоваться в музыке, но и пристрастил к скрипке братьев — Йозефа и Эдуарда.
Отец вскоре отдал Иоганна-младшего в Высшее коммерческое училище, а вечерами заставлял работать счетоводом. Сын всё-таки решился и обратился в магистрат за лицензией на право дирижировать оркестром. Мать, опасаясь, что Иоганн-старший наложит вето на выдачу лицензии, спешно подала на развод по причине многолетних измен мужа.
Штраус был в ярости. Он лишил детей от Анны наследства, отписав всё детям Эмилии. Вскоре он официально женился на Эмилии.
Выжить со сцены своего сына стало для Штрауса-старшего навязчивой идеей. Он подсылал клакеров, используя свое влияние запрещал антрепренёрам заключать с сыном контракты. Пять лет отец вёл с сыном войну. В 1848 году во время революции они оказались по разные стороны баррикад. Штраус-сын играл «Марсельезу» для повстанцев, а отец поддерживал Габсбургов и сочинил в честь их успехов «Марш Радецкого», который впоследствии стал одним из неофициальных гимнов Австрии.

### Последние дни
Венцы за то, что Штраус не поддержал революцию, стали игнорировать его концерты. Он растерялся, сник. Однажды в порыве гнева он сломал смычок и на следующий день слёг в горячке. Эмилия, думая, что его болезнь заразная, бросила Штрауса и уехала с детьми из дома. Узнав, что Штраус при смерти, бывшая жена Анна с Иоганном-младшим поехали к нему, но в живых его уже не застали.
Композитор скончался от скарлатины в Вене 25 сентября 1849 года, сорока пяти лет от роду.
Похороны Штрауса-старшего были грандиозные, на них присутствовало около 30 тысяч человек. Сын Иоганн на могиле играл «Реквием» Моцарта.
Каждый год в Европе проходит знаменитый «Штраус-фестивале» посвящённый творчеству Штраусов. Испания, Италия, Австрия, Португалия, Франция, Германия — наслаждаются великолепными вальсами, польками, маршами, галопами, увертюрами и ариями из оперетт известнейшей династии композиторов и дирижёров XIX века — Штраусов.

## Труды
Некоторые из написанных им произведений:
- Вальсы (152): Жизнь — это танец (Das Leben ein Tanz), Вальс голубок (Taüberln-Walzer), Вальс Венской души (Wiener-Gemüths-Walzer), Песнь Дуная (Donau-Lieder), Демоны (Mephistos Hollenrufe), Тальони-вальс (Taglioni-Walzer), Вальс Баядерок (Bajaderen-Walzer), Электрические искры (Elektrische Funken), Избавитель от всех забот (SorgenBrecher), Венский вальс (Der Wiener Walzer).
- Польки (14) и Галопы (29): Галоп вздохов (Seufzer-Galopp), Галоп-Качуча (Cachuca-Galopp), Индийский галоп (Indianer-Galopp), Полька-Катенька (Kathinka-Polka).
- Кадрили (34): Кадриль Венского карнавала (Wiener-Carnevals-Quadrille), Юбилейная кадриль (Jubel-Quadrille), Кадриль Муз (Musen-Quadrille).
- Марши (16): Триумфальный Австрийский марш (Triumph-Marsch Österreichischer), Парадный марш (Defilir-Marsch), Марш Радецкого (Radetzky-Marsch).

### Штраус-отец в кино
- 1934 — «Венские вальсы» (англ. Waltzes from Vienna Альфреда Хичкока, отражает соперничество отца (Эдмунд Гвенн) и сына (Эсмонд Найт) за внимание венской публики.
- 1939 — Бессмертный вальс[нем.] (Германия). В главной роли — Пауль Хёрбигер.
- 1951 — «Вена танцует» (нем. Wiener Walzer, Австрия) посвящен отношениям Штрауса с Эмилией. Конфликт отца (Антон Вальбрук) и сына представлен в фильме в сдержанной форме. В фильме звучат различные вальсы Штрауса-отца и «Марш Радецкого».